# The Darkness (jeu vidéo)
Pour les articles homonymes, voir Darkness.
 (octobre 2019).
Si vous disposez d'ouvrages ou d'articles de référence ou si vous connaissez des sites web de qualité traitant du thème abordé ici, merci de compléter l'article en donnant les références utiles à sa vérifiabilité et en les liant à la section « Notes et références ».
The Darkness est un jeu vidéo de tir à la première personne développé par Starbreeze Studios et édité par 2K Games en 2007 sur PlayStation 3 et Xbox 360. Il est adapté de la série de bande dessinée The Darkness.
Une suite, intitulée The Darkness II, est sortie le 10 février 2012.

## Système de jeu
The Darkness est un jeu de tir à la première personne. Outre les armes classiques du genre que sont les pistolets, les fusils et les mitraillettes, le jeu permet d'utiliser des pouvoirs. Grâce au Darkness qui a pris possession du corps du joueur, on peut utiliser un tentacule pour soulever des objets, une tête rampante afin d'atteindre des endroits inaccessibles en temps normal ou encore invoquer un trou noir.

## Histoire
Jackie Estacado, fils adoptif de Paulie Franchetti, a été éduqué pour tuer et est le petit protégé de son père qui est également un gros bonnet de la mafia new-yorkaise. Le jour de ses 21 ans, après un « retrait d'argent » raté, Paulie lui en veut. Ce même jour, Jackie découvre qu'il est l'hôte d'un démon qui se transmet dans sa famille depuis des générations. Cette mystérieuse entité qui se nomme le « Darkness » offre un pouvoir titanesque à Jackie. Des sortes de serpents assoiffés de sang sèment la mort au travers de notre « héros ». Après le meurtre de sa petite amie, Jenny, il n'aura plus aucune raison de vivre et glissera lentement mais surement vers les ténèbres et la folie du « Darkness ». Sa seule obsession sera de venger Jenny assassinée par Paulie.

## Personnages
Jack/Jackie EstacadoC'est le personnage principal de l'histoire, le jour (ou plutôt la nuit) de ses 21 ans, en pleine résistance face aux gorilles de Paulie Franchetti, il découvre qu'il a les pouvoirs du Darkness et va s'en servir principalement pour venger sa petite amie Jenny.
On le reconnait par son habillement constitué d'un long imperméable et par ses cheveux longs.
Paulie FranchettiJackie Estacado a été élevé dans un orphelinat très strict. On lui a répété que sa mère était une prostituée, que son père était son maquereau et qu’ils étaient morts tous les deux. Il a été adopté par son « oncle » Paulie Franchetti, le parrain de la famille Franchetti. C’est un peu comme si un grizzly l’avait sauvé d’un requin. Paulie a formé Jackie pour en faire un tueur professionnel. Il est devenu l’un des meilleurs. Mais Jackie n’a jamais apprécié la manière dont Paulie gérait ses affaires. Il pense que les familles ne devraient pas tremper dans le trafic de drogue et corrompre la police. Paulie et Jackie ne voient pas les choses du même œil.
JennyJenny et Jackie se connaissent depuis l’orphelinat. Il a toujours veillé sur elle et s’est attiré toutes sortes d’ennuis pour la protéger. On peut dire que c’est comme ça qu’il s’est fait les dents. Ils étaient très proches et ils sortent aujourd’hui ensemble. Jackie aime Jenny et il ferait n’importe quoi pour elle. Jenny partage les mêmes sentiments.
Le DarknessEntité originelle des Enfers, elle existe depuis la nuit des temps. Elle apparait sous la forme de tentacules dont les extrémités représentent des gueules de serpents. Cette entité apporte un pouvoir sans égal à son porteur tout en restant le maître de celui-ci. Le Darkness a été introduit dans la famille de Jackie par son arrière-arrière-grand-père.
Antony EstacadoL'arrière-arrière-grand-père de Jackie est celui qui a introduit le Darkness dans la famille Estacado des années auparavant. Maintenant, il désire aider Jackie à contrôler le Darkness, pour se faire pardonner. Anthony est prisonnier de la dimension du darkness, l'Otherworld, plongé dans l'infinie noirceur de la guerre. Mais c'est également le seul milieu où le darkness est vulnérable...